# Campeonato Mundial de Snooker de 1927
El Campeonato Mundial de Snooker de 1927 fue un torneo de snooker que se celebró en diferentes sedes entre el 29 de noviembre de 1926 y el 12 de mayo de 1927. Aunque en el momento se conoció como Professional Championship of Snooker, ahora se considera que fue la primera edición del Campeonato Mundial de Snooker. Joe Davis, jugador de billar inglés, y Bill Camkin, dueño de un establecimiento en el que se practicaba este deporte, fueron los principales impulsores del torneo; ambos habían ayudado a dar a conocer el snooker y elevaron una propuesta al Billiards Association and Control Council. Entre los diez jugadores que participaron en el campeonato, había varios que ya se habían destacado como buenos jugadores de billar. Los dos partidos de la ronda preliminar se disputaron en el Thurston's Hall londinense y las semifinales, en el Camikin's Hall de Birmingham. La sede de los partidos de cuartos de final la decidieron los propios jugadores, por lo que uno se jugó en el Thurston's Hall, otro en el Camkin's Hall, otro en Nottingham y uno en Liverpool.
En la final, que se celebró entre el 9 y el 12 de mayo, Joe Davis ganó el título al derrotar a Tom Dennis por veinte mesas a once. Le llevaba una ventaja de 7-1 ya al final del primer día de juego y se aseguró matemáticamente la victoria con un 16-7. La tacada más alta del torneo la consiguió Albert Cope, que amasó una de sesenta puntos en la vigesimoprimera mesa de su enfrentamiento con Davis. Se mantendría como la más alta hasta que el propio Davis la superase, con sesenta y un puntos, en la final de la edición de 1929. El trofeo que se le entregó a Davis es el que se concede aún hoy en día.

## Antecedentes y organización
Joe Davis, jugador profesional de billar inglés y propietario de un recinto en el que se practicaba el deporte, y Bill Camkin, también propietario de un espacio similar en Birmingham, compartían que en la década de 1920 el interés por el snooker estaba creciendo y le propusieron al Billiards Association and Control Council (BACC) la celebración de cara a la temporada 1926-27 de un torneo que contase con su beneplácito y reconocimiento. Unos años antes, en 1924, Tom Dennis, jugador profesional, había elevado una propuesta similar ante el BACC, pero había visto como su secretario, A. Stanley Thorn, la rechazaba y argüía que el snooker no contaba con suficiente aplauso del público como para que la idea fuese viable.
Tras mantener una conversación con Camkin, Davis esbozó una lista de ideas para la celebración del campeonato y se la hicieron llegar al BACC, que dio su consentimiento. En una reunión celebrada el 1 de septiembre de 1926, el comité del BACC dedicado a los campeonatos profesionales brindó su beneplácito a la organización del torneo y fijó el 1 de noviembre de 1926 como fecha límite para la inscripción de participantes. Podía acceder cualquier jugador de billar inglés. Se estableció que las rondas preliminares se jugarían en el Thurston's Hall londinense y que las semifinales y la final se disputarían en el Camkin's Hall sito en la calle de John Bright de Birmingham; los jugadores tendrían que ponerse acuerdo para fijar la hora y el lugar del resto de partidos. Se decidió también que el ganador del torneo se quedaría con el trofeo hasta que desistiese de mantenerlo, hasta que cayese derrotado en un partido de un campeonato organizado por el BACC o en caso de que se negase a defenderlo contra un jugador que contase con el beneplácito del BACC; se estableció, no obstante, que no tendría obligación de defenderlo más de una vez por año. Los árbitros habrían de contar con el visto bueno del BACC, y los partidos se jugarían bajo las reglas oficiales redactadas por el BACC para el snooker y con bolas que cumpliesen los requisitos —habían de estar compuestas de un plástico concreto—. Stanley Thorn aseveró que la decisión de organizar un campeonato profesional había nacido del «creciente interés por el snooker»; añadió, además, que el ganador se decidiría por el número de juegos ganados, pero que el partido habría de seguir jugándose hasta disputarlos todos, aunque ya se conociese el ganador.
Para acceder al torneo, cada jugador había de pagar cinco guineas. El dinero que se obtuviera con las entradas se destinaría a cubrir los gastos, y el sobrante se repartiría entre los jugadores de cada partido. Se previó que la mitad de la suma del dinero que los jugadores habían pagado para acceder se repartiría entre el ganador y el subcampeón, con un 60 % para el primero y un 40 % para el segundo. Sin embargo, Davis, que acabaría ganando, recibió seis libras esterlinas y diez chelines procedentes de las entradas, mientras que el BACC destinó lo abonado por los jugadores a comprar el trofeo. Clive Everton, historiador del snooker, escribió que cuando se introdujo el torneo profesional de este deporte, «el billar era todavía el juego principal, con el snooker como una atracción secundaria que pocos creían que llegaría a ser un espectáculo público»; aseveró, asimismo, que las primeras ediciones contaron con una «publicidad mínima». El trofeo que se le concedió a Davis es el que se sigue entregando cada vez casi un siglo después.
Diez jugadores se inscribieron en el campeonato. Según el corresponsal de The Observer, «la política de jugar un partido [de snooker] serio al final de uno de billar aumentó el atractivo para el público»; además, apuntó, tan solo tres de entre los mejores billaristas —Willie Smith, Tom Reece y Arthur Peall— habían rechazado participar. En unas palabras publicadas en Athletic News, se decía que la alineación de participantes era «representativa y sabrosa».
Aunque en el momento se conoció con el nombre de Professional Championship of Snooker y no pasaría a recibir el título de Campeonato Mundial hasta la edición de 1935, se considera que este torneo de 1927 fue la primera edición del Campeonato Mundial de Snooker.

## Desarrollo del torneo

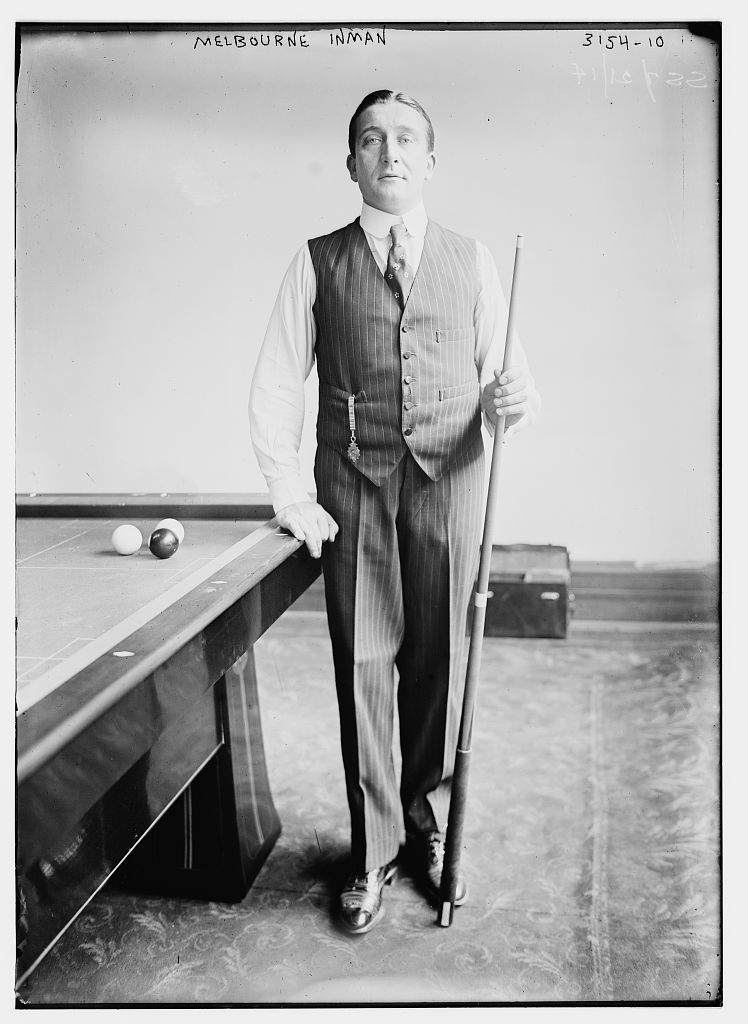
Melbourne Inman (fotografiado c.1913) ganó el partido inaugural contra Tom Newman

El primer encuentro lo disputaron Melbourne Inman y Tom Newman en el Thurston's Hall de Londres, sito en la plaza de Leicester. El partido de snooker se jugó como un añadido, al final de uno de billares, que era la atracción principal de aquel día. Se disputó en una mesa de billar nueva, con troneras de tres pulgadas y un cuarto, un cuarto más pequeñas de lo normal. El enfrentamiento de billar —que era al que llegara a los 16 000 puntos, si bien Inman lo empezó con 3 500 de ventaja— empezó el 29 de noviembre de 1926, con dos sesiones diarias hasta el 11 de diciembre. Al cabo de cada una de esas sesiones, se jugó una mesa de snooker. Aunque Inman ganó las dos primeras, Newman se puso luego 5-3 por delante. Al final, consiguió amarrar la victoria (8-5) en un partido que acabó el lunes por la tarde, una semana después de comenzar. Newman, por su parte, se impuso con facilidad en el billar (16 000-13 039) a pesar del hándicap.
Tom Dennis y Fred Lawrence jugaron su partido entre el 9 y el 10 de diciembre en el hotel Lord Nelson de la calle Carlton de Nottingham. Al final del primer día de juego, el primero llevaba una ventaja de dos mesas (5-3). Aunque ganó también la primera de la segunda tarde, Lawrence se hizo con los otros tres y dejó el partido igualado a seis. En la sesión de la noche, Dennis tan solo necesitó las dos primeras mesas, que ganó, para deshacerse de su rival por ocho a seis.
Joe Davis y Joe Brady se midieron el 29 y 30 de diciembre de 1926 en la Cable Street de Liverpool. Davis, que se hizo con las cuatro mesas que se disputaron en la sesión de la tarde, cerró el día con una ventaja de 5-3. El partido acabó 10-5, aunque Davis ya se había asegurado la victoria con el 8-5.
Tom Carpenter y Nat Butler jugaron su partido el 31 de diciembre de 1926 y el 1 de enero de 1927 en el Thurston's Hall. El primer día, se disputaron un total de ocho mesas repartidas en dos sesiones; al cabo de la primera, iban empate a dos, pero Carpenter ganó todas las de la segunda para poner el 6-2. Aunque Butler ganó la primera del segundo día, Carpenter amarró la victoria (8-3) al ganar los dos siguientes.
La primera semifinal, que se celebró entre el 31 de enero y el 2 de febrero en Birmingham, enfrentó a Joe Davis con Albert Cope. En la primera jornada, Davis ganó las cuatro mesas de la noche y tres de las cuatro de la noche para abrir una ventaja de 7-10. Ya en el segundo día, amplió la ventaja hasta el 10-1 y, aunque Cope le endosé tres mesas seguidas, Davis cerró la jornada con una ventaja de 11-4, a una sola mesa de la victoria. En el último día, Davis ganó la primera mesa e instaló el 12-4 en el marcador. Se aseguró dos más por la tarde (14-5) y acabó ganando 16-7. Cope logró tejer una tacada de sesenta puntos en la vigesimoprimera mesa, que ganó por 87-24. Al ser la más alta de todo el torneo, el BACC le honró con la entrega de un certificado conmemorativo. Se mantendría como la más alta del campeonato hasta que el propio Davis la batió por un punto en la final de la edición de 1929.
El partido entre Inman y Carpenter también se disputó en el Thurston's Hall. Como ya había sucedido cuando Inman se había enfrentado a Newman, se jugó como suplemento de un partido de billar. Este era a siete mil puntos, pero Carpenter recibió de inicio una ventaja de mil. Se llevó a cabo entre el 14 y el 19 de marzo de 1927, con dos sesiones al día. En general, se jugaba una mesa de snooker al final de cada sesión, pero al haber solo una docena de sesiones y hasta quince posibles mesas de snooker, en algunas de ellas hubo que jugar dos. Carpenter, que fue por delante en todo momento, zanjó la victoria (8-3) con la mesa del viernes. También se impuso en el partido de billar (7000-4798), que acabó al día siguiente.
La segunda semifinal midió a Dennis con Carpenter entre el 20 y el 22 de abril, en Birmingham. Al cabo del primer día, Carpenter tenía una ventaja de 5-3, pero Dennis se aseguró las cuatro mesas de la segunda tarde para remontar y ponerse 7-5 por delante. La segunda jornada acabó con un marcador de nueve a siete favorable para Dennis. Ya en el último día, Carpenter llevó el encuentro hasta el 10-10, pero Dennis ganó dos mesas por la noche para firmar una victoria por 12-10.
Entremedias, el 25 de abril, Newman y Davis compitieron por el BACC Professional Billiards Championship, título que más tarde se reconocería como el campeonato mundial de billar inglés. En ese partido, Davis batió el récord de puntos en una tacada, con 2501; se valió para ello de un tiro, conocido como pendulum cannon, que consiste en mantener las bolas objetivo cerca de una de las troneras de las esquinas para así poder conseguir varias carambolas seguidas. En cualquier caso, Newman se llevó el partido, que concluyó el 7 de mayo, con un marcador de 16 000-14 763.

### Final
La final la disputaron Davis y Dennis en el Camkin's Hall de Birmingham entre el 9 y el 12 de mayo, bajo la supervisión de Camkin, que hizo de árbitro. Davis se llevó las siete primeras mesas, pero Dennis consiguió ganar la última del primer día para al menos reducir la desventaja a un 7-1. En la segunda tarde, Davis ganó tres mesas y, si bien la sesión de la noche estuvo igualada, se marchó con una ventaja de 12-4 al cabo de ese día. En la undécima mesa, consiguió una tacada de 57 puntos. Las dos sesiones del tercer día acabaron igualadas, por lo que Davis quedó con una ventaja de 16-8. En cualquier caso, el partido ya lo había ganado al asegurarse la vigesimotercera mesa por 80-34, que le había dado el 16-7 y una ventaja matemáticamente imposible de remontar, pues el partido era al mejor de treinta y una. Pese a estar ya decidido el ganador, se jugaron las mesas restantes, y ganó cuatro de las siete del último día, para zanjar un marcador final de 20-11. John C. Bissett, presidente del BACC, hizo entrega del trofeo. Tras cada una de las sesiones del 12 de mayo, Davis se encargó también de llevar a cabo una exhibición de sus habilidades billarísticas, incluida una jugada, conocida en inglés como pendulum cannon, que el BACC prohibiría poco después.
En un artículo sobre la final que escribió para The Billiard Player, Arthur Goundrill señaló lo siguiente: «Sin menospreciar la habilidad de Dennis, puede decirse que Davis está un escalón por encima de todos los demás en el juego de las veintidós bolas. "Extraordinaria" es el único adjetivo que se puede usar para describir su capacidad anotadora, y su juego posicional es perfecto». Everton citó a Fred Davis, hermano de Joe, y dijo que «era un gran jugador antes incluso de que nadie más supiera jugar al juego» y añadió: «En los primeros campeonatos, era, sin duda, demasiado bueno para sus rivales». Ganaría, de hecho, todos los campeonatos mundiales que se celebraron hasta 1940 y, tras el parón propiciado por la Segunda Guerra Mundial, se hizo con su decimoquinto trofeo en 1946 y anunció luego que no volvería a disputar el torneo.

## Resultados

### Cuadro de la fase final
|  | primera ronda (mejor de 15) | primera ronda (mejor de 15) |               |    | cuartos de final (mejor de 15) | cuartos de final (mejor de 15) |  |  | semifinales (mejor de 23) | semifinales (mejor de 23) |  |  | final (mejor de 31) | final (mejor de 31) |
|  |                             |                             |               |    |                                |                                |  |  |                           |                           |  |  |                     |                     |
|  |                             |                             |               |    |                                |                                |  |  |                           |                           |  |  |                     |                     |
|  |                             |                             |               |    |                                |                                |  |  |                           |                           |  |  |                     |                     |
|  |                             |                             |               |    |                                |                                |  |  |                           |                           |  |  |                     |                     |
|  |                             |                             |               |    |                                |                                |  |  |                           |                           |  |  |                     |                     |
|  |                             |                             |               |    |                                |                                |  |  |                           |                           |  |  |                     |                     |
|  | Tom Dennis                  | 8                           |               |    |                                |                                |  |  |                           |                           |  |  |                     |                     |
|  | Tom Dennis                  | 8                           |               |    |                                |                                |  |  |                           |                           |  |  |                     |                     |
|  |                             | Fred Lawrence               | 6             |    |                                |                                |  |  |                           |                           |  |  |                     |                     |
|  |                             | Fred Lawrence               | 6             |    |                                |                                |  |  |                           |                           |  |  |                     |                     |
|  |                             |                             |               |    |                                |                                |  |  |                           |                           |  |  |                     |                     |
|  |                             |                             |               |    |                                |                                |  |  |                           |                           |  |  |                     |                     |
|  | Tom Dennis                  | 12                          |               |    |                                |                                |  |  |                           |                           |  |  |                     |                     |
|  | Tom Dennis                  | 12                          |               |    |                                |                                |  |  |                           |                           |  |  |                     |                     |
|  |                             | Tom Carpenter               | 10            |    |                                |                                |  |  |                           |                           |  |  |                     |                     |
|  | Tom Carpenter               | Tom Carpenter               | 10            | 8  |                                |                                |  |  |                           |                           |  |  |                     |                     |
|  | Tom Carpenter               |                             |               | 8  |                                |                                |  |  |                           |                           |  |  |                     |                     |
|  | Nat Butler                  | 3                           |               |    |                                |                                |  |  |                           |                           |  |  |                     |                     |
|  | Nat Butler                  | 3                           | Tom Carpenter | 8  |                                |                                |  |  |                           |                           |  |  |                     |                     |
|  |                             |                             | Tom Carpenter | 8  |                                |                                |  |  |                           |                           |  |  |                     |                     |
|  |                             | Melbourne Inman             | 3             |    |                                |                                |  |  |                           |                           |  |  |                     |                     |
|  | Melbourne Inman             | Melbourne Inman             | 3             | 8  |                                |                                |  |  |                           |                           |  |  |                     |                     |
|  | Melbourne Inman             |                             |               | 8  |                                |                                |  |  |                           |                           |  |  |                     |                     |
|  | Tom Newman                  | 5                           |               |    |                                |                                |  |  |                           |                           |  |  |                     |                     |
|  | Tom Newman                  | 5                           | Tom Dennis    | 11 |                                |                                |  |  |                           |                           |  |  |                     |                     |
|  |                             |                             | Tom Dennis    | 11 |                                |                                |  |  |                           |                           |  |  |                     |                     |
|  |                             | Joe Davis                   | 20            |    |                                |                                |  |  |                           |                           |  |  |                     |                     |
|  |                             | Joe Davis                   | 20            |    |                                |                                |  |  |                           |                           |  |  |                     |                     |
|  |                             |                             |               |    |                                |                                |  |  |                           |                           |  |  |                     |                     |
|  |                             |                             |               |    |                                |                                |  |  |                           |                           |  |  |                     |                     |
|  | Albert Cope                 | 8                           |               |    |                                |                                |  |  |                           |                           |  |  |                     |                     |
|  | Albert Cope                 | 8                           |               |    |                                |                                |  |  |                           |                           |  |  |                     |                     |
|  |                             | Alec Mann                   | 6             |    |                                |                                |  |  |                           |                           |  |  |                     |                     |
|  |                             | Alec Mann                   | 6             |    |                                |                                |  |  |                           |                           |  |  |                     |                     |
|  |                             |                             |               |    |                                |                                |  |  |                           |                           |  |  |                     |                     |
|  |                             |                             |               |    |                                |                                |  |  |                           |                           |  |  |                     |                     |
|  | Albert Cope                 | 4                           |               |    |                                |                                |  |  |                           |                           |  |  |                     |                     |
|  | Albert Cope                 | 4                           |               |    |                                |                                |  |  |                           |                           |  |  |                     |                     |
|  |                             | Joe Davis                   | 12            |    |                                |                                |  |  |                           |                           |  |  |                     |                     |
|  |                             | Joe Davis                   | 12            |    |                                |                                |  |  |                           |                           |  |  |                     |                     |
|  |                             |                             |               |    |                                |                                |  |  |                           |                           |  |  |                     |                     |
|  |                             |                             |               |    |                                |                                |  |  |                           |                           |  |  |                     |                     |
|  | Joe Brady                   | 5                           |               |    |                                |                                |  |  |                           |                           |  |  |                     |                     |
|  | Joe Brady                   | 5                           |               |    |                                |                                |  |  |                           |                           |  |  |                     |                     |
|  |                             | Joe Davis                   | 8             |    |                                |                                |  |  |                           |                           |  |  |                     |                     |
|  |                             | Joe Davis                   | 8             |    |                                |                                |  |  |                           |                           |  |  |                     |                     |
|  |                             |                             |               |    |                                |                                |  |  |                           |                           |  |  |                     |                     |
|  |                             |                             |               |    |                                |                                |  |  |                           |                           |  |  |                     |                     |
|  |                             |                             |               |    |                                |                                |  |  |                           |                           |  |  |                     |                     |

### Calendario
La competición se rigió por el siguiente calendario:
| Partido                              | Fecha                                      | Recinto y ciudad                        |
| ------------------------------------ | ------------------------------------------ | --------------------------------------- |
| Melbourne Inman contra Tom Newman    | 29 de noviembre-6 de diciembre de 1926     | Thurston's Hall (Londes)                |
| Tom Dennis contra Fred Lawrence      | 9-10 de diciembre de 1926                  | hotel Lord Nelson Hotel (Nottingham)    |
| Joe Davis contra Joe Brady           | 29-30 de diciembre de 1926                 | Cable Street Billiards Hall (Liverpool) |
| Tom Carpenter contra Nat Butler      | 31 de diciembre de 1926-1 de enero de 1927 | Thurston's Hall (Londres)               |
| Albert Cope contra Alec Mann         | 5-6 de enero de 1927                       | Camkin's Hall (Birmingham)              |
| Joe Davis contra Albert Cope         | 31 de enero-2 de febrero de 1927           | Camkin's Hall (Birmingham)              |
| Tom Carpenter contra Melbourne Inman | 14-18 de marzo de 1927                     | Thurston's Hall (Londres)               |
| Tom Dennis contra Tom Carpenter      | 20-22 de abril de 1927                     | Camkin's Hall (Birmingham)              |
| Joe Davis contra Tom Dennis          | 9-de mayo de 1927                          | Camkin's Hall (Birmingham)              |

### Final
Aunque el partido era al mejor de treinta y una mesas, una vez decidido —cuando Davis alcanzó las dieciséis ya se sabía que sería el ganador sucediese lo que sucediese— se siguió jugando hasta haber disputado todas. El siguiente cuadro muestra cómo se desarrolló la final:
| Al mejor de 31 mesas. Camkin's Hall (Birmingham), 9-12 de mayo de 1927. Árbitro: Bill Camkin |           |           |         |       |            |            |            |            |
| Joe Davis                                                                                    | Joe Davis | Joe Davis | 20-11   | 20-11 | Tom Dennis | Tom Dennis | Tom Dennis | Tom Dennis |
| Primer día: 7-1                                                                              |           |           |         |       |            |            |            |            |
| Mesa                                                                                         | 1         | 2         | 3       | 4     | 5          | 6          | 7          | 8          |
| Davis                                                                                        | 65        | 81        | 75      | 74    | 78         | 76         | 51         | 30         |
| Dennis                                                                                       | 42        | 48        | 44      | 36    | 37         | 43         | 49         | 80         |
| Segundo día: 5-3 (12-4)                                                                      |           |           |         |       |            |            |            |            |
| Mesa                                                                                         | 1         | 2         | 3       | 4     | 5          | 6          | 7          | 8          |
| Davis                                                                                        | 68        | 43        | 78 (57) | 54    | 28         | 40         | 83         | 91         |
| Dennis                                                                                       | 49        | 56        | 32      | 26    | 76         | 76         | 26         | 32         |
| Tercer día: 4-4 (16-8)                                                                       |           |           |         |       |            |            |            |            |
| Mesa                                                                                         | 1         | 2         | 3       | 4     | 5          | 6          | 7          | 8          |
| Davis                                                                                        | 91        | 30        | 42      | 29    | 82         | 54         | 80         | 55         |
| Dennis                                                                                       | 27        | 77        | 36      | 77    | 35         | 58         | 34         | 77         |
| Cuarto día: 4-3 (20-11)                                                                      |           |           |         |       |            |            |            |            |
| Mesa                                                                                         | 1         | 2         | 3       | 4     | 5          | 6          | 7          | 8          |
| Davis                                                                                        | 89        | 37        | 32      | 108   | 65         | 23         | 74         | —          |
| Dennis                                                                                       | 14        | 54        | 108     | 16    | 48         | 82         | 54         | —          |
| Joe Davis                                                                                    | Joe Davis | Joe Davis | 20-11   | 20-11 | Tom Dennis | Tom Dennis | Tom Dennis | Tom Dennis |
| Joe Davis gana el Campeonato Mundial de Snooker de 1927                                      |           |           |         |       |            |            |            |            |